# Карналіт

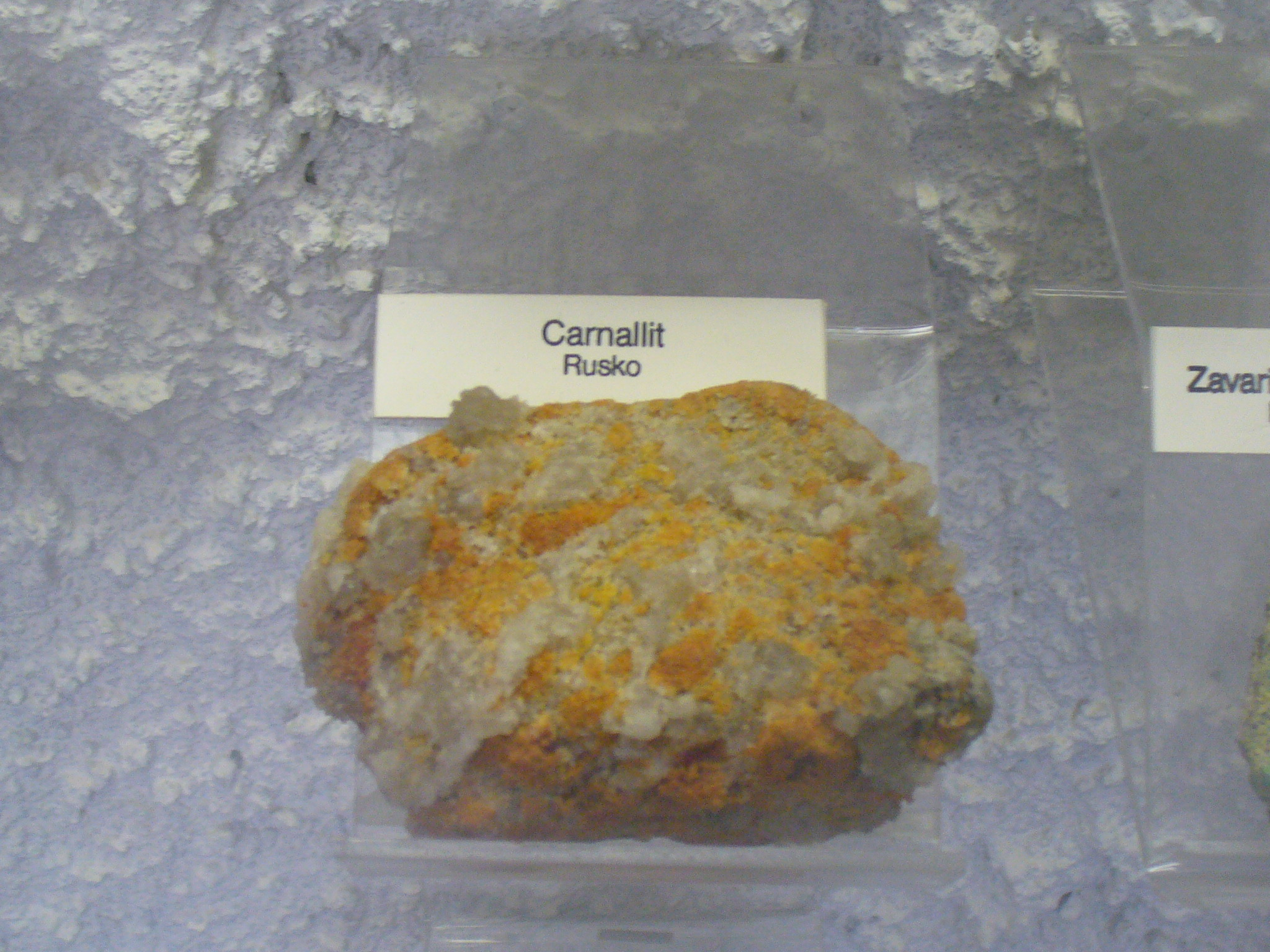
Карналіт у гірській породі

Карналі́т (рос. карналлит; англ. carnallite; нім. Carnallit m, Karnallit m) — мінерал класу хлоридів, водний хлорид калію і магнію острівної будови.

## Етимологія та історія
Карналіт вперше був виявлений і описаний у 1856 році в поташному районі Штасфурт у землі Саксонія-Анхальт Генріхом Розе (1795–1864). Він назвав мінерал на честь прусського гірничого інженера та мінералога Рудольфа фон Карналла (1804–1874).

## Загальний опис
Хімічна формула: KMgCl3•6H2O.
Містить (%): K — 14,07; Mg — 8,75; Cl — 38,28; H2O — 38,9.
Часто Cl заміщується Br.
Домішки: Rb, Cs, Li, Tl.
Сингонія ромбічна.
Густина 1,6.
Твердість 3.
Переважно білий або безбарвний.
Блиск на свіжому зломі скляний, на повітрі тьмяніє і стає жирним.
Злам раковистий.
Крихкий.
Дуже гігроскопічний.
Сильно флуоресціює.
Карналіт утворюється шляхом випаровування разом з іншими солями калію та магнію як кінцева фаза сольового циклу. Під час діагенезу перетворюється на сильвін.
Утворюється як хімічний осад морських басейнів. Поширений у верхніх горизонтах соляних родовищ разом з гіпсом, ангідритом, галітом, полігалітом, епсомітом та ін.
Розрізняють: карналіт бромистий (різновид карналіту, який містить понад 0,6 % Br).
Сировина для одержання калійних солей, добрив, важливе джерело К, Mg, Br. 

## Поширення
Будучи рідкісним мінеральним утворенням, карналіт досі був знайдений лише в кількох місцях, хоча (станом на 2015 рік) відомо близько 100 місць. На додаток до свого типового місцеположення Штасфурт у Саксонії-Ангальт, мінерал був знайдений у Німеччині, серед інших місць, у калійних копальнях Герінген і Філіппшталь у Гессенській долині Верра, у кількох шахтах у Нижній Саксонії, у Реблінген-ам-Зе, Бернбурзі (Заале) та Егельні в Саксонії-Анхальт, а також поблизу Блайхероде та Бад Зальцунген в Тюрінгії.
Карлсбад в американському штаті Нью-Мексико також відомий своїми винятковими знахідками карналіту, де були виявлені кристали розміром до 4 см.
Інші локації включають Ентре-Ріос у Болівії; Сержипі в Бразилії; Афар в Ефіопії; кілька знахідок у китайській провінції Цинхай; Суртсей біля Ісландії; кілька місць на Сицилії, Італія; Нью-Брансвік, Квебек і Саскачеван в Канаді; в Аксайській долині в Актюбінській області Казахстану; на горі Руапеху в Новій Зеландії; Вінтерсвейк і Вендам у Нідерландах; Іновроцлав і Клодава в Польщі; Лоле в Португалії; в російських регіонах Східного Сибіру, Саратовської області і Уралу; Бажас в Іспанії; Калуш (Івано-Франківськ) в Україні, Хамберсайд і Північний Йоркшир (Англія) у Великій Британії та кілька регіонів Арізона, Колорадо, Мічиган і Юта в США.
На території України є у Передкарпатті: Найбільші його скупчення у вигляді прошарків, лінз і пластів потужністю до 7,4–17,7 м є в нижній частині покладів калійних солей хлоридного типу в Калуш-Голинському та Стебницькому родовищах.